# 似原鹤海鳗
似原鹤海鳗（学名：Congresox talabonoides）也称印度原鹤海鳗、青门鳝、鹤海鳗，是海鳗科原鶴海鰻属的一种，分布于印度洋和西太平洋海域。

## 形态特征
体长522—855毫米。身体细长，背部为淡蓝灰色，腹部较淡，背鳍和臀鳍边缘黑色。